# Reprezentacja Monako na Mistrzostwach Europy w Wioślarstwie 2007
Reprezentacja Monako na Mistrzostwach Europy w Wioślarstwie 2007 liczyła 1 sportowca. Najlepszym wynikiem było 9. miejsce w jedynce mężczyzn.

## Medale

### Złote medale
Brak

### Srebrne medale
Brak

### Brązowe medale
Brak

## Wyniki

### Konkurencje mężczyzn
- jedynka (M1x): Mathias Raymond – 9. miejsce